# العصر البليوسيني
البليوسيني أو البليوسين، (باللاتينية: Pliocene)، هي فترة جيولوجية في المقياس الزمني الجيولوجي والتي تمتد من 5.333 إلى 2.58 مليون سنة مضت، لمدة 2.753 مليون سنة تقريبا. وهي ثاني وأصغر فترة من العصر النيوجيني في حقبة الحياة الحديثة. وتلي فترة الميوسيني ويتبعها فترة البليستوسيني. قبل مراجعة عام 2009 للمقياس الزمني الجيولوجي، التي وضعت أحدث أربع فترات جليدية كبرى بالكامل ضمن البليستوسيني، ويشمل البليوسيني أيضًا مرحلة الجيلاسي، والتي استمرت من 2.59 إلى 1.81 مليون سنة مضت، وهي الآن مدرجة ضمن البليستوسيني.
وكما هو الحال مع الفترات الجيولوجية الأقدم الأخرى، فإن الطبقات الجيولوجية حددت البداية والنهاية لها بشكل جيد ولكن التاريخ الدقيقة لبداية ونهاية هذه الفترة ليست مؤكدة قليلا. ولم يتم تعريف حدود بداية حدوث البليوسيني بتعريف سهل للأحداث العالمية بل في الحدود الإقليمية بين الميوسيني الأكثر دفئا والبليستوسيني الأكثر برودة نسبيا. وتم تحديد الحدود العليا في بداية تجلد فترة البليستوسين.

## التسمية
في عام 1833 قدم "تشارلز لايل" مصطلح "البليوسيني" (Pliocene) في كتابه "مبادئ الجيولوجيا" المجلد 3 (Principles of Geology).
وجاءت الكلمة (البليوسيني) من اليونانية: πλεῖον = (pleion) = 'أكثر' و καινός = (kainós) = 'جديد'، وتعني تقريبا «استمرار الحديث»، في إشارة إلى الحيوانات البحرية الحديثة مثل الرخويات.

## الأقسام الفرعية
في منطقة باراتيثس (أوروبا الوسطى وأجزاء من غرب آسيا)، يحتوي البليوسيني على مرحلتي الداتشية (تساوي تقريبًا مرحلة الزانكلي) والرومانية (تساوي تقريبًا مرحلتي البياشنزي والجيلاسي معًا). وكما هو معتاد في علم الطبقات، هناك العديد من التقسيمات الإقليمية والمحلية الأخرى المستخدمة.
في بريطانيا، ينقسم البليوسيني إلى المراحل التالية (من القديم إلى الجديد): الغدغرافي، والوالتوني، وقبل اللودامي، واللودامي، والثورني، والبراميرتوني أو أنتياني، وقبل الباستوني أو البافنتي، والباستوني والبيستوني. وفي هولندا، ينقسم البليوسيني إلى المراحل التالية (من القديم إلى الجديد): البرونسومي C، والريفيري A، والريفيري B، والريفيري C، والبريتيجلي، وتيجليان A، والتيجلي B، والتيجلي C1-4b، والتيجلي C4c، والتيجلي C5، والتيجلي C6، والإيبوروني. لم يتم تحديد الارتباطات الدقيقة بين هذه المراحل المحلية ومراحل اللجنة الدولية للطبقات (ICS).
| العصر     | الفترة       | المرحلة   | أهم الأحداث | البداية (م.س.مضت) |
| --------- | ------------ | --------- | --- | ----------------- |
| الرباعي   | البليستوسيني | الجيلاسي  | أحدث | أحدث              |
| النيوجيني | البليوسيني   | البياشنزي | - أحداث جيولوجية: تطور صفيحة جرينلاند الجليدية مع اشتداد البرودة ببطء مع اقتراب العصر البلستوسيني. يصل محتوى الأكسجين وثاني أكسيد الكربون في الغلاف الجوي إلى مستوياتها اليوم بينما تتشكل الكتل الأرضية كذلك إلى مواقعها الحالية (على سبيل المثال، ينضم برزخ بنما إلى الأمريكتين الشمالية والجنوبية، مع فرصة التبادل الحيواني). - أحداث حيوية : انقراض آخر للبعد وحشيات الغير جرابية. ظهور "القرود الجنوبية" الأسترالوبيثكس وانتشارها في شرق إفريقيا؛ بداية العصر الحجري. | 3.6               |
| النيوجيني | البليوسيني   | الزانكلي  | - أحداث جيولوجية: حدوث فيضان الزانكلي في حوض البحر الأبيض المتوسط. استمرار المناخ البارد منذ العصر الميوسيني. - أحداث حيوية : ظهور أول الخيول والفيلة. ظهور قرود الأرض في إفريقيا. | 5.333             |
| النيوجيني | الميوسيني    | المسيني   | أقدم | أقدم              |

## المناخ

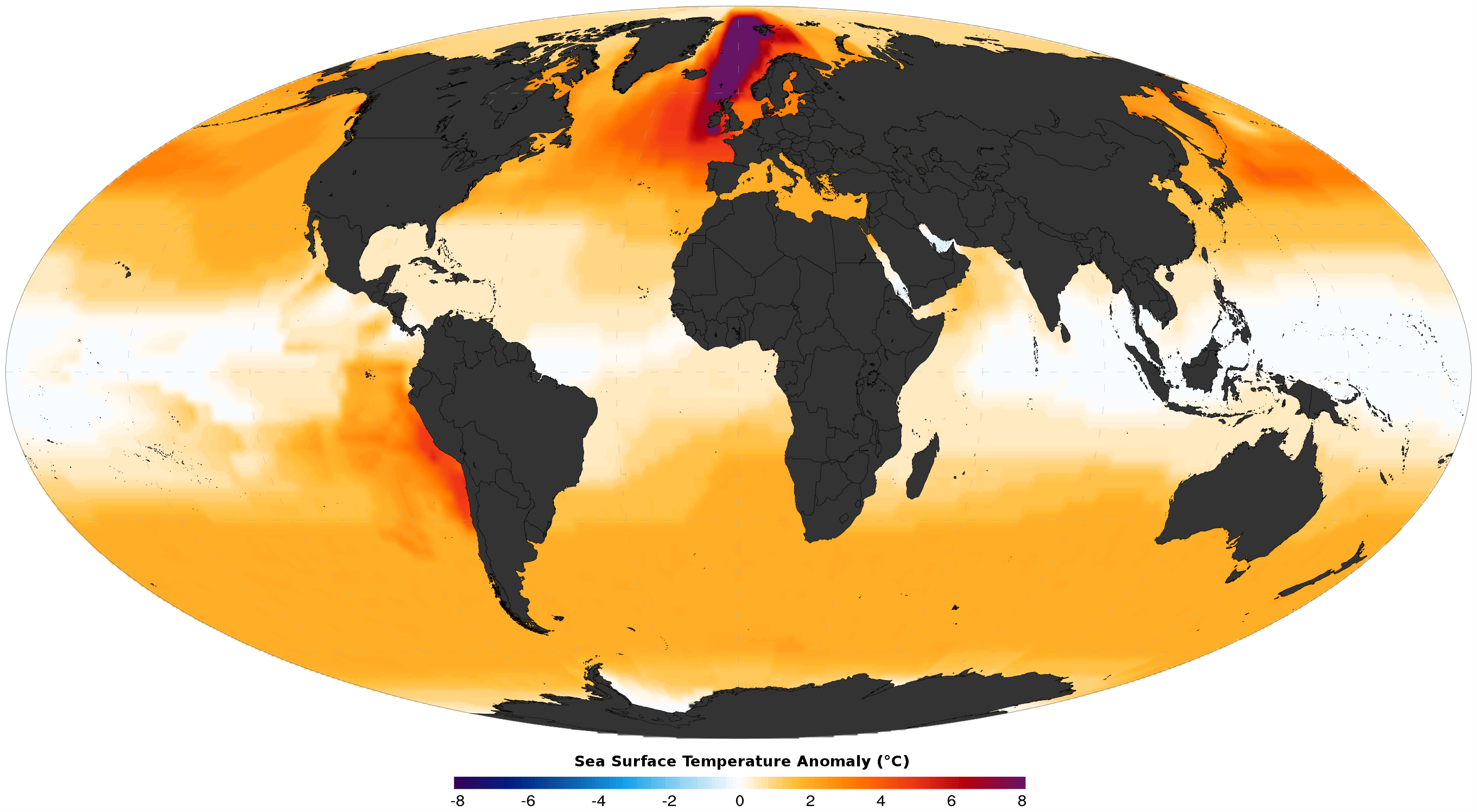
انحراف حرارىّ لسطح البحر في منتصف البليوسيني

خلال البليوسيني (منذ 5.3 إلى 2.6 مليون سنة)، أصبح مناخ الأرض أكثر برودة وجفافًا، فضلاً عن كونه موسميًا، مما يشير إلى انتقال بين العصر الميوسيني الدافئ نسبيًا إلى عصر العصر البليستوسيني الأكثر برودة. ومع ذلك، تميزت بداية البليوسيني بزيادة في درجات الحرارة العالمية نسبة إلى مرحلة المسيني الأكثر برودة. كانت هذه الزيادة مرتبطة بدورة تحول سعة الميل التي استمرت 1.2 مليون سنة. بحلول 3.3 - 3.0 مليون سنة مضت، خلال فترة دفء منتصف البليوسيني، كانت درجة الحرارة المتوسطة العالمية أعلى بمقدار 2 - 3 درجات مئوية عن ما هي عليها اليوم، في حين كانت مستويات ثاني أكسيد الكربون كما هي اليوم (400 جزء في المليون). كان مستوى سطح البحر العالمي أعلى بنحو 25 مترًا، رغم أن القيمة الدقيقة غير مؤكدة. كانت الطبقة الجليدية في نصف الكرة الشمالي سريعة الزوال قبل بداية التجلد الكبير فوق جرينلاند والذي حدث في أواخر البليوسيني منذ حوالي 3 ملايين سنة.
```
يشير تشكل 
الغطاء الجليدي
 في القطب الشمالي إلى التحول المفاجئ في نسب 
نظائر
 
الأكسجين
 والحصى الجليدية في قاع 
المحيط الأطلسي
 الشمالي 
والمحيط الهادئ
 الشمالي.
[
21
]
 وربما كان التجلد في خطوط العرض الوسطى مستمرا قبل نهاية العصر. قد يكون تسارع التبريد العالمي الذي حدث خلال البليوسيني كان مع اختفاء الغابات وانتشار المراعي والسافانا.
[
22
]
```

خلال البليوسيني، تحولت استجابة النظام المناخ للأرض من فترة التردد العالي بنطاق التأرج المنخفض التي يسيطر عليها فترة 41,000 سنة من ميلان الأرض إلى فترة التردد المنخفض بنطاق التأرج العالي التي يسيطر عليها فترة 100,000 سنة من الانحراف المداري المميز لدورات الجليدية وما بين الجليدية في عصر البليستوسيني.
خلال أواخر البليوسيني وبداية البليستوسيني أي منذ ما بين 3.6 إلى 2.6 مليون سنة، كان القطب الشمالي أكثر دفئًا مما هو عليه في الوقت الحاضر (كانت درجات الحرارة في الصيف أعلى بنحو 8 درجات مئوية مقارنة باليوم). وهذه أحد النتائج الرئيسية للبحث في لب رواسب في بحيرة في شرق سيبيريا، وهذا أمر ذو أهمية استثنائية لأنه قدم أطول سجل مستمر للرواسب الأرضية في أواخر حقبة الحياة الحديثة حتى الآن.
خلال أواخر الزانكلي، ظلت إيطاليا دافئة ورطبة نسبيًا. وأصبحت آسيا الوسطى أكثر موسمية خلال البليوسيني، مع فصول شتاء أكثر برودة وجفافًا وصيف أكثر رطوبة، مما ساهم في زيادة وفرة النباتات الرباعية الكربون في جميع أنحاء المنطقة. في هضبة اللوس، زادت قيم دلتا كربون ثلاثة عشر (δ13C) للمواد العضوية المسدودة بنسبة 2.5% بينما زادت قيم الكربونات المولدة للتربة بنسبة 5% على مدار أواخر الميوسيني والبليوسيني، مما يشير إلى زيادة الجفاف. وكان سبب زيادة الجفاف في آسيا الوسطى هو تطور التجلد في نصف الكرة الشمالي خلال أواخر البليوسيني. وتظهر لب رواسب شمال بحر الصين الجنوبي زيادة في نشاط العواصف الغبارية خلال منتصف البليوسيني. ازداد مناخ صيف جنوب آسيا الموسمي (SASM) بشكل شديد بعد 2.95 مليون سنة، ويرجع ذلك على الأرجح إلى زيادة الضغط عبر خط الاستواء الناجم عن إعادة تنظيم التدفق الإندونيسي العبوري.
في جنوب وسط الأنديز، حدثت فترة قاحلة منذ 6.1 إلى 5.2 مليون سنة، وحدثت فترة أخرى منذ 3.6 إلى 3.3 مليون سنة، وتتزامن هذه الفترات القاحلة مع فترات البرد العالمية، والتي تحول خلالها غربيات نصف الأرض الجنوبي للشمال وعطلت تيارات أمريكا الجنوبية النفاثة المنخفضة المستوى، والتي تجلب الرطوبة إلى جنوب شرق أمريكا الجنوبية.
منذ حوالي 3.8 مليون سنة وحتى حوالي 3.3 مليون سنة مضت، شهدت شمال أفريقيا فترة رطوبة واسعة. في شمال غرب أفريقيا، امتدت الغابات الاستوائية حتى رأس نواذيبو خلال مرحلة الزانكلي حتى حوالي 3.5 مليون سنة مضت. خلال مرحلة البياشنزي، منذ حوالي 3.5 حتى 2.6 مليون سنة مضت، كانت المنطقة مغطاة بالغابات بفترات غير منتظمة وقد كان فيها نهر الصحراء الكبرى القديم حتى 3.35 مليون سنة مضت، عندما بدأت الرياح التجارية تهيمن على النقل النهري لحبوب اللقاح. حوالي 3.26 مليون سنة مضت، حدث جفاف قوي أعقبه عودة إلى ظروف أكثر رطوبة، والتي أعقبها جفاف آخر حوالي منذ 2.7 مليون سنة. من 2.6 إلى 2.4 مليون سنة مضت، بدأت مناطق الغطاء النباتي في تحول متكرر بشكل عرضي استجابة للدورات الجليدية وبين الجليديين.
كان مناخ شرق أفريقيا مشابهًا جدًا لما هو عليه اليوم. وبشكل غير متوقع، يبدو أن توسع الأراضي العشبية في شرق أفريقيا خلال هذه الفترة كان منفصل عن الجفاف ولم يكن ناتجًا عنه، كما يتضح من عدم تزامنهما.
استضافت جنوب غرب أستراليا غابات شجرية وشجيرات وأراضي حرجية ذات تنوع نوعي أكبر مقارنة باليوم خلال البليوسيني الأوسط والمتأخر. حدثت ثلاثة أحداث جفاف مختلفة منذ حوالي 2.90 و2.59 و2.56 مليون سنة، وقد تكون مرتبطة ببداية التجلد القاري في القطب الشمالي، مما يشير إلى أن التغيرات النباتية في أستراليا خلال البليوسيني كان سلوكها شبيه لما كانت عليه خلال البليستوسيني المتأخر ويرجح أنها تميزت بدورات مماثلة من الجفاف والرطوبة.
كان درجة حرارة سطح البحر الاستوائية في المحيط الهادئ أقل بكثير مما هي عليه اليوم. وكانت درجات حرارة سطح البحر المتوسطة في الشرق أكثر دفئًا مما هي عليه اليوم ولكنها مماثلة في الغرب، وقد وُصفت هذه الحالة بحالة النينو الدائمة. وقد تم اقتراح عدة آليات لهذا النمط، بما في ذلك زيادة نشاط الأعاصير المدارية.
كان تذبذب امتداد صفيحة القارة القطبية الجنوبية الجليدية الغربية عند الفترة 40 ألف سنة من ميلان الأرض. وحدث انهيار للصفيحة الجليدية عندما كانت درجة الحرارة المتوسطة العالمية أعلى بمقدار 3 درجات مئوية عن ما هي عليه اليوم وكان تركيز ثاني أكسيد الكربون عند 400 جزء في المليون، وقد أدى هذا إلى ظهور المياه المفتوحة في بحر روس. ربما كان تقلب مستوى سطح البحر العالمي المرتبط بانهيار الصفائح الجليدية يصل إلى 7 أمتار في غرب القارة القطبية الجنوبية و3 أمتار في شرق القارة القطبية الجنوبية. تتوافق عمليات المحاكاة النموذجية مع تذبذبات الصفائح الجليدية المتجددة وتشير إلى تقدم من صفيحة جليدية أصغر إلى صفيحة جليدية أكبر في غرب القارة القطبية الجنوبية خلال الخمسة ملايين سنة الماضية. كانت فترات انهيار الغطاء الجليدي شائعة جدا في بداية منتصف البليوسيني (5 ملايين سنة مضت - 3 ملايين سنة مضت)، بعد أن أصبحت فترات الثلاثة ملايين سنة مع حجم الجليد الحديث أطول ولم يحدث الانهيار إلا في الأوقات التي تتزامن فيها درجات الحرارة العالمية الأكثر دفئًا مع شذوذ أشعة الشمس الصيفية القوية في الجنوب.

## الجغرافيا القديمة

أمثلة على الأنواع المهاجرة في الأمريكتين بعد تشكل برزخ بنما. تشير الظلال الخضراء الزيتونية إلى الأنواع من أمريكا الشمالية ذات الأسلاف من أمريكا الجنوبية؛تشير الظلال الزرقاء إلى الأنواع من أمريكا الجنوبية ذات الأصول الأمريكية الشمالية.

استمرت القارات بالانجراف، وانتقلت من مواقعها تقريبا 250 كيلومترًا إلى أن وصلت مواقع تبعد 70 كيلومترًا فقط عن مواقعها في هذا اليوم. وأصبحت أمريكا الجنوبية مرتبطة بأمريكا الشمالية من خلال برزخ بنما، مما فتح مجال التبادل الأمريكي العظيم وجلب شبه كامل لحيوانات الحافريات الأصلية المميزة في أمريكا الجنوبية، وبالرغم من انقراض سلالات أخرى في أمريكا الجنوبية كالثدييات المفترسة إلا أنه قد استمرت سلالات أخرى مثل غريبات المفاصل في النمو بشكل جيد بعد ذلك. لقد كان لتكوين البرزخ عواقب وخيمة على درجات الحرارة العالمية، حيث تم قطع التيارات المحيطية الاستوائية الدافئة وبدء دورة تبريد أطلسية، مع انخفاض درجات حرارة مياه القطب الشمالي والقطب الجنوبي في المحيط الأطلسي المنفصل حاليا.
أدى اصطدام إفريقيا بأوروبا إلى تشكل البحر الأبيض المتوسط، وقطع بقايا بحر تيثس. كما أن الحدود بين الميوسيني والبليوسيني هي أيضًا فترة أزمة الملوحة المسينية.
خلال أواخر البليوسيني، قل نشاط ارتفاع جبال الهملايا، كما يتضح من التغيرات الترسيبية في مروحة البنغال. وغمرت المياه الجسر البري بين ألاسكا وسيبيريا (بيرنجيا) لأول مرة في بداية البليوسيني، مما سمح للكائنات البحرية بالانتشار بين المحيط المتجمد الشمالي والمحيط الهادئ. واستمر غمر الجسر بشكل دوري ثم عودته بعد ذلك. وظهرت تكوينات بحرية تعود إلى البليوسيني في شمال شرق إسبانيا وجنوب كاليفورنيا ونيوزيلندا وإيطاليا.
خلال البليوسيني، ارتفعت أجزاء من جنوب النرويج وجنوب السويد التي كانت قريبة من مستوى سطح البحر. في النرويج، أدى هذا الارتفاع إلى رفع هضبة هاردانجر إلى 1200 متر في أوائل البليوسيني. في جنوب السويد، حركات مماثلة أدت إلى رفع مرتفعات جنوب السويد مما أدى إلى انحراف نهر إريدانوس القديم عن مساره الأصلي ليقطع جنوب وسط السويد حتى المجرى في جنوب السويد.

## الكائنات الحية

### النباتات
كان لتغير المناخ إلى أكثر برودة وجفافًا وموسمية تأثيرات كبيرة على نباتات البليوسيني، وأدت إلى تقليص الأنواع الاستوائية في جميع أنحاء العالم. انتشرت الغابات المتساقطة الأوراق، وغطت الغابات الصنوبرية والتندرا معظم الشمال، وانتشرت الأراضي العُشبيّة في جميع القارات (باستثناء القارة القطبية الجنوبية). وشهدت شرق أفريقيا على توسعًا هائلاً في الأراضي العُشبيّة. اقتصرت الغابات الاستوائية على شريط ضيق حول خط الاستواء، وبالإضافة إلى السافانا الجافة، ظهرت الصحاري في آسيا وإفريقيا.

## الكائنات الحية
كانت الحيوانات البحرية والقارية حديثة بشكل أساسي، بالرغم من أن الحيوانات القارية كانت أكثر بدائية بعض الشيء من ما هي عليه اليوم. وقد أدى اصطدام الكتل الأرضية إلى هجرة كبيرة واختلاط الأنواع التي كانت معزولة، كما حدث في التبادل الأمريكي العظيم. وأصبحت الحيوانات العاشبة أكبر، والحيوانات المفترسة أصبحت متخصصة.

### الثدييات

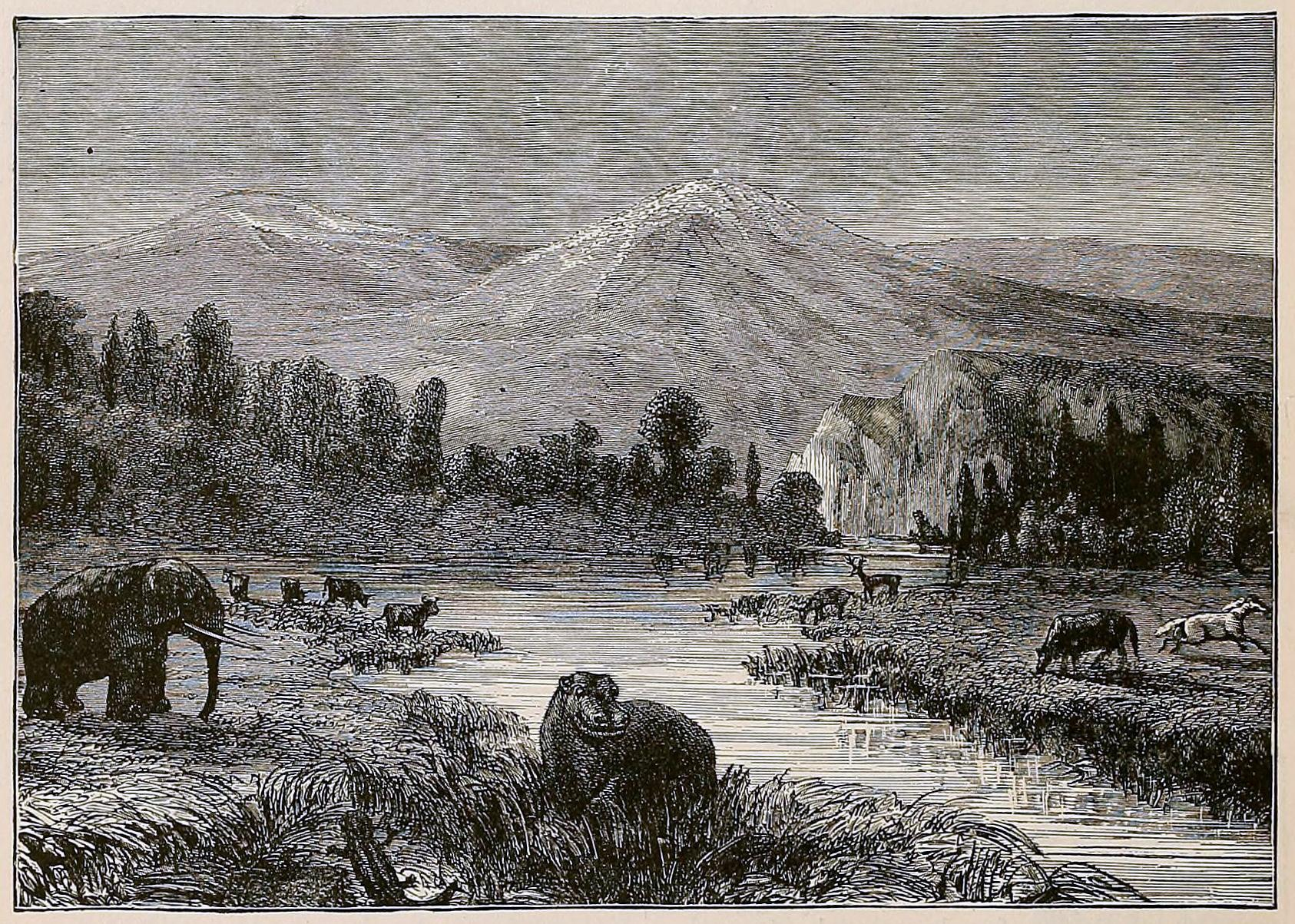
تخيل لفنان من القرن التاسع عشر عن منظر طبيعي في البليوسيني

في أمريكا الشمالية، استمرت القوارض، والمستودونيات الكبيرة، والوحشيات الوتدية، والأبسومات في التكاثر، بينما تراجعت أعداد الحافريات، مع تراجع أعداد الجمال والأيل والخيول. وانقرضت الخيول ثلاثية الأصابع (نانيبوس)، والمجترات ذات الأنياب، والقرنيات الأولية، ووحشيات الحصباء. انقرضت كلاب الآكلات النهمة والوحشيات الثاقبة، لكن آكلات اللحوم الأخرى مثل فصيلة ابن عرس قد تنوعت، وكذلك الكلاب والدببة قصيرة الوجه. انتقلت كسالي الأرض، وأخدوديات الأسنان الضخمة، والمدرعات الصغيرة إلى الشمال بعد تكوين برزخ بنما. لقد بدأ تدرج التنوع العرضي بين الثدييات الأرضية في أمريكا الشمالية خلال هذه الفترة بعد حوالي 4 ملايين سنة.

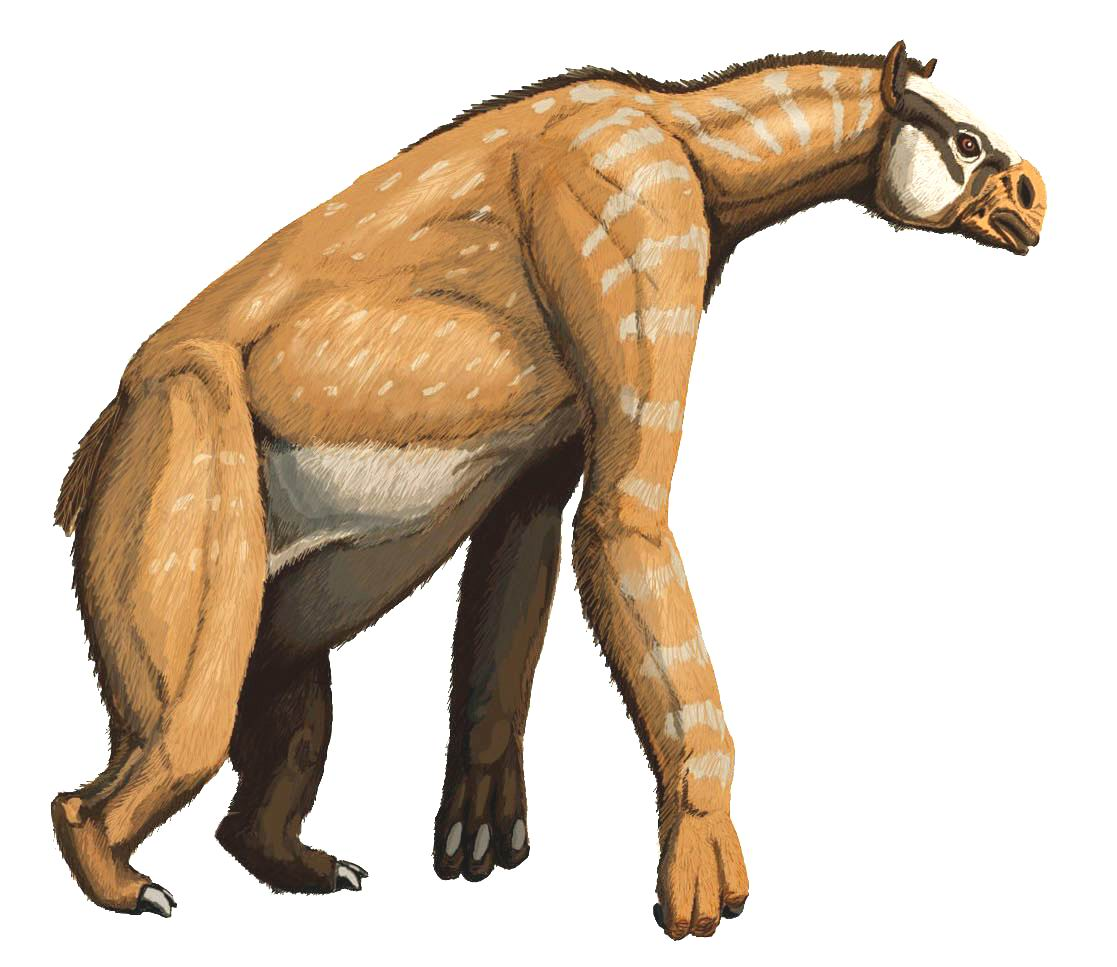
الأنيسودون من فصيلة وحشيات الحصباء

انتشرت القوارض في أوراسيا، في حين تراجع انتشار الرئيسيات. كانت الفيلة والوحشيات الوتدية والستيغودونتات منتشرة في آسيا (كانت أكبر الثدييات البرية في البليوسيني من الخرطوميات مثل الدينوثيريوم وأنانكوس والماموت البورسوني)، بالرغم من تراجع تنوع الخرطوميات بشكل كبير خلال أواخر البليوسيني. وهاجرت الوبريات شمال أفريقيا. انخفض تنوع الخيول، في حين أن التابيريات والكركدنيات استمرت إلى حد ما. كانت الأبقار والظباء مستمرة؛ انتقلت بعض أنواع الجمال من أمريكا الشمالية إلى آسيا. ظهرت الضباع والقطط سيفية الأسنان في وقت مبكر، وانضمت إلى الحيوانات المفترسة الأخرى كالكلاب والدببة وابن عرس.

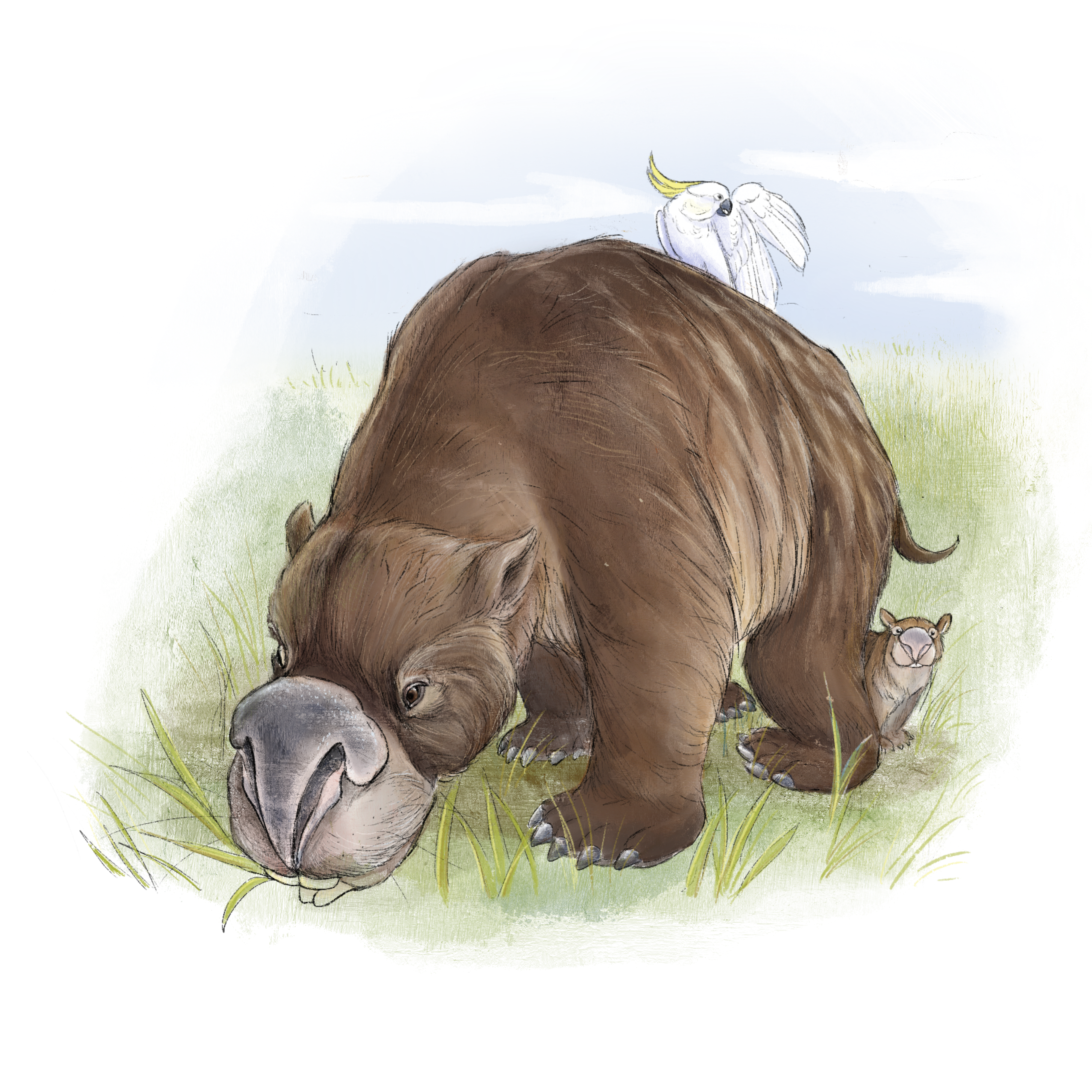
الديبروتودون

كانت الحافريات تهيمن على إفريقيا، واستمرت الرئيسيات بالتطور، مع ظهور القردة الجنوبية (بعض من أوائل البشراناويات) والقرود الشبيهة بالبابون مثل الدينوبيثكس في أواخر البليوسيني. استمرت القوارض، وزادت أعداد الأفيال. واصلت الأبقار والظباء بالتنوع وتفوقت على الخنازير في أعداد الأنواع. ظهرت الزرافات المبكرة. ظهرت الخيول ووحيد القرن الحديث على الساحة. انضمت الدببة والكلاب والقوارض (أصلها من أمريكا الشمالية) إلى القطط والضباع والزباد كحيوانات مفترسة إفريقية، مما أجبر الضباع على التكيف كحيوانات قمامة متخصصة. انخفضت أعداد ابن عرس في إفريقيا بسبب المنافسة المتزايدة من الحيوانات المفترسة الجديدة، على الرغم من أن الإنهيدريودون أوموينسيس لا يزال مفترسًا بريًا ناجحًا بشكل غير عادي.
لقد غزت أمريكا الجنوبية الأنواع التي كانت في أمريكيا الشمالية لأول مرة منذ العصر الطباشيري، حيث اختلطت القوارض والرئيسيات الأمريكية الشمالية مع الأشكال الجنوبية. لقد تم القضاء على معظم ناعمات الكعب والمجترات الجنوبية، وهي من الحيوانات الأصلية في أمريكا الجنوبية، باستثناء طويلات الرقبة وقوسيات الأسنان، والتي تمكنت من البقاء على قيد الحياة. هاجر من الشمال كل من ابن عرس والقوط، والدببة قصيرة الوجه. وهاجر للشمال كل من أخدوديات الأسنان، وكسلان الأرض العملاق، والقوارض الصغيرة كابيائيات الشكل، ووحشيات بمبة، والمدرعات الصغيرة، وازدهرت هناك.
ظلت الجرابيات كثدييات أسترالية مهيمنة وأشكال عاشبة مثل الومبتيات والكنغر، و[ديبروتودون|الديبروتودون] الضخم. وواصلت الجرابيات الآكلة للحوم الصيد في البليوسيني، مثل الدصيوريات، والببر التسماني الشبيه بالكلب، والأسد الجرابي الشبيه بالقط. ووصلت القوارض الأولى إلى أستراليا. وظهر من وحيدات المسلك خلد الماء الحديث.

### الأسماك
ولم تشهد الأسماك أي تطور كبير خلال هذه الفترة، باستثناء مجموعة الأسماك الغضروفية: أصبحت أسماك القرش ضخمة، خاصة مع ظهور القرش المفترسة "الميجالودون" التي يزيد طولها عن 15 مترًا والتي كانت تهاجم الحيتان وهي لا تزال في مرحلة النمو الكامل. ومنذ تلك الفترة فصاعدا -وحتى يومنا هذا- أصبحت أسماك القرش النوع المفترس المهيمن في المحيطات رغم المنافسة من الثدييات البحرية مثل الحوتيات المسننة.

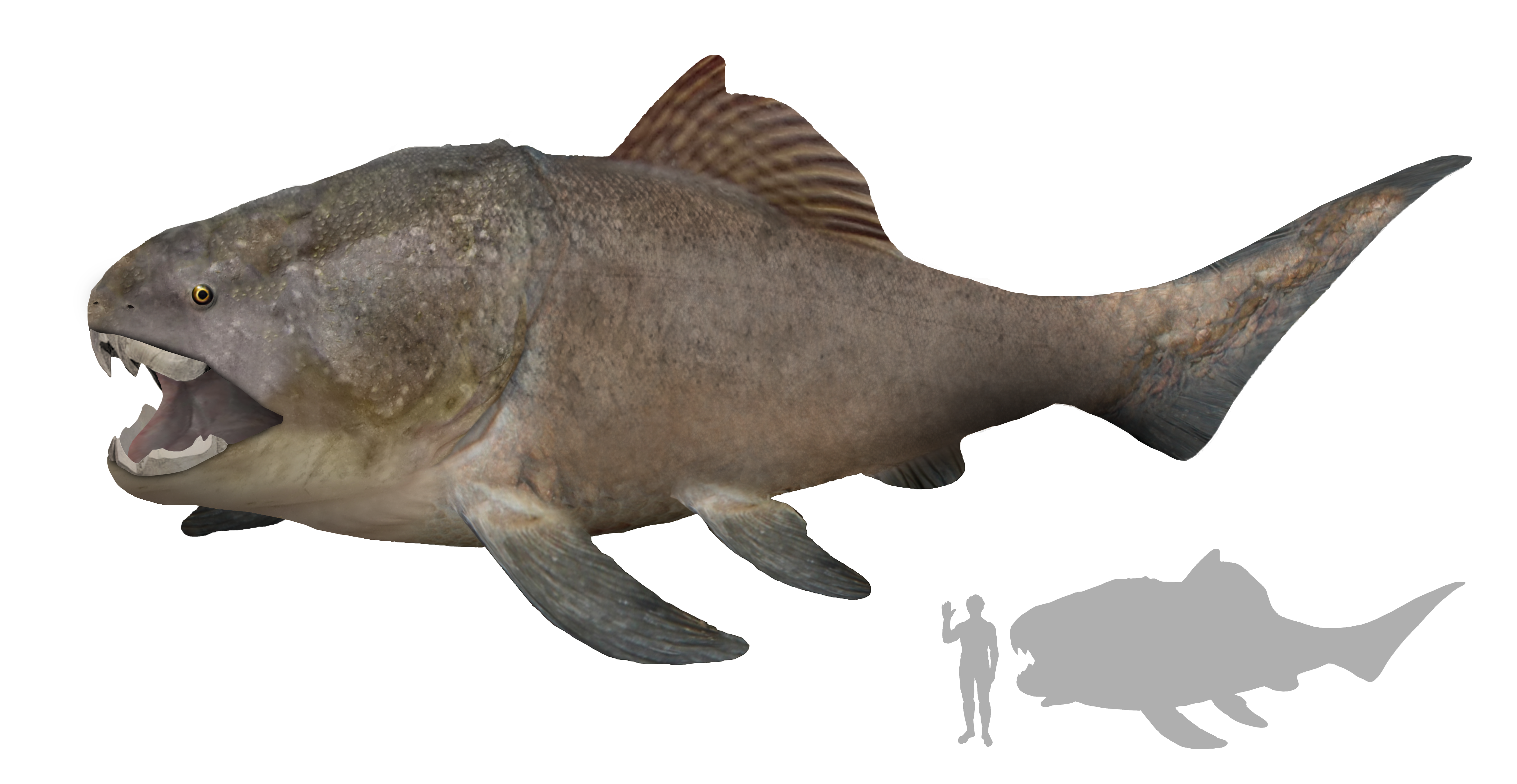
عظمية دانكل

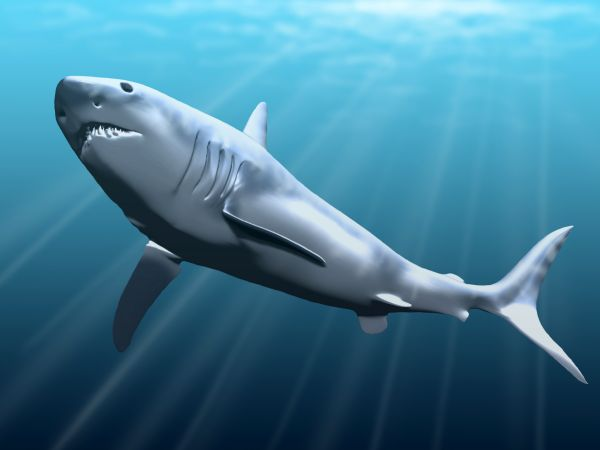
إعادة بناء الميجالودون على فرض تشابه مظهره مع القرش الأبيض الكبير.

منذ ظهور أسماك القرش خلال حقبة الحياة القديمة، لم تكن قادرة في السابق على ترسيخ وجودها في المحيطات. فقد واجهت في البداية منافسة مع الأسماك العظمية البدائية مثل عظمية دانكل، ثم من الزواحف البحرية خلال معظم العصر الطباشيري؛ ولذلك احتلت أسماك القرش مكانة دنيا في السلسلة الغذائية داخل المحيطات. ولم تتمكن أسماك القرش من الوصول إلى مكانها البيئي العلوي إلا بعد اختفاء الزواحف البحرية. وعلاوة على ذلك، حتى ظهور أولى الحيتان الغير مفترسة، لم تسمح أي فريسة لأسماك القرش بالنمو إلى هذا الحجم الذي كانت عليه خلال البليوسيني. خلال العصر الجليدي، طورت الحيتان طبقة من الدهون وهاجرت إلى المياه الأكثر برودة، لكي تمنع الميجالودون من ملاحقتها؛ وبذلك ينتهي حكم الأخير، وتنتقل أسماك القرش إلى قمة السلسلة الغذائية في المحيط.

### الزواحف
اختفت التماسيح والقواطير والسلاحف العملاقة في أوروبا مع برودة المناخ. واستمرت أجناس الثعابين السامة في التزايد مع تطور المزيد من القوارض والطيور. ظهرت الأفاعي الجرسية لأول مرة في البليوسيني.
استمر القاطور الأمريكي الحديث الذي تطور في العصر الميوسيني. واستمرت السلاحف العملاقة بالازدهار في أمريكا الشمالية، مع أجناس مثل السلحفاة الغربية. ولا زالت ثعابين المادتسويا موجودة في أستراليا. انقرضت رتبة البرمائيات غريبات الذيل.

### الطيور

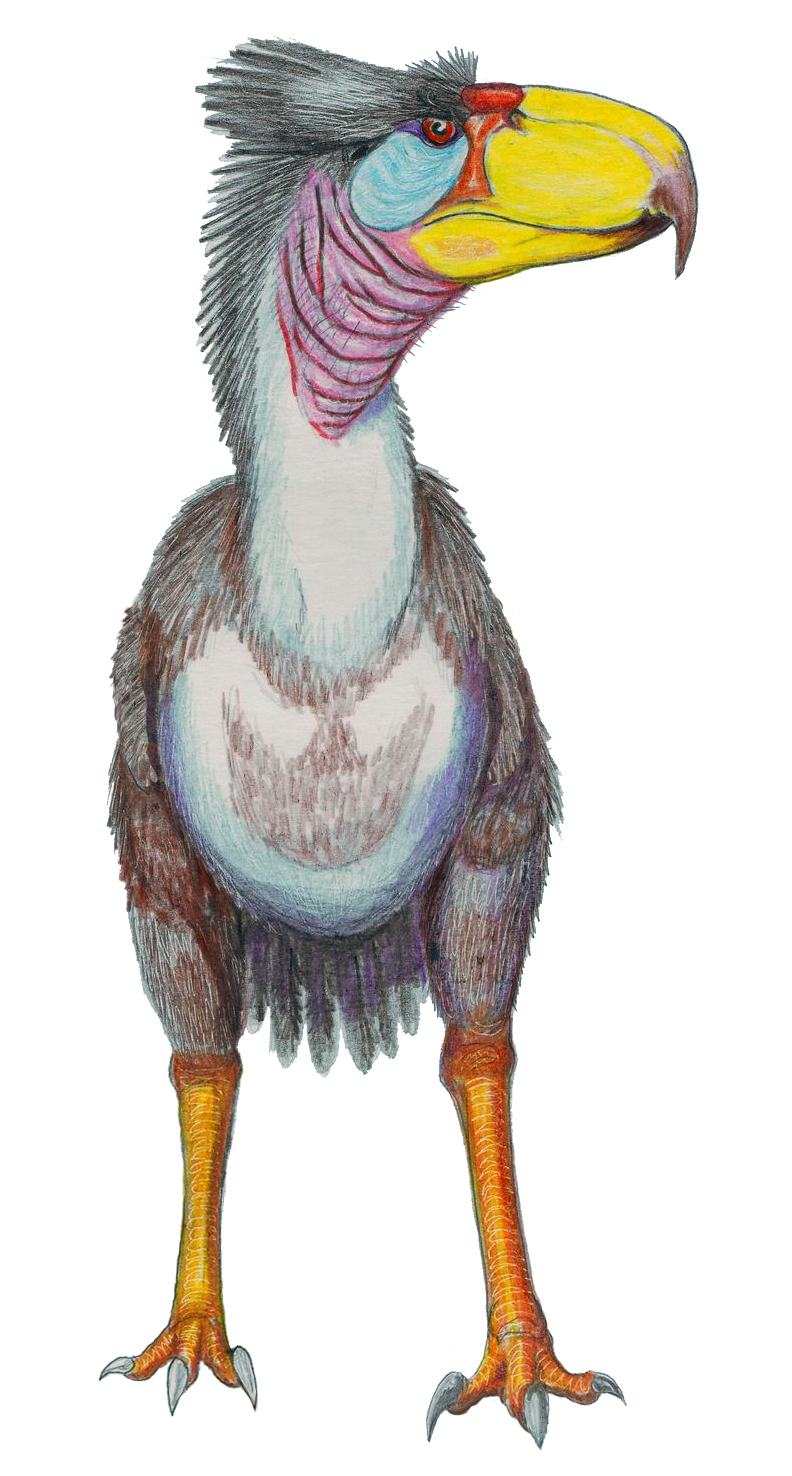
التيتانيس

خلال هذه الفترة كانت طيور الرعب المفترسة في أمريكا الجنوبية نادرة، ومن بين آخر الفصائل هي التيتانيس، وهو طائر كبير هاجر إلى أمريكا الشمالية ونافس الثدييات كمفترس أعلى. أما الطيور الأخرى ربما تطورت خلال هذا الوقت، وبعضها حديث (مثل الأجناس: البجع، والبومة القرناء، والنعام، والغراب)، وبعضها انقرضت الآن.

### ذوات الصدفتين والمرجان
في غرب المحيط الأطلسي، أظهرت مجموعات من ذوات الصدفتين توازن ملحوظ في معدلات الأيض الأساسية الخاصة بها طوال التغيرات المناخية المختلفة في البليوسيني.
كان البليوسيني بمثابة علامة مائية عالية للتنوع المرجاني في منطقة الكاريبي. ومنذ 5 إلى 2 مليون سنة تقريبا، كانت معدلات نشوء الأنواع المرجانية مرتفعة نسبيًا في الكاريبي، رغم حدوث انقراض ملحوظ وانخفاض في التنوع في نهاية هذا الفاصل الزمني.